# OD 82/SE
A OD 82/SE é uma granada de mão, atualmente fornecida ao Exército Italiano.

## História
Nas décadas de 1970 e 1980, tornou-se necessário substituir a SRCM Mod. 35, que remontava à Segunda Guerra Mundial. Um primeiro modelo da nova granada, o OD/82-HE com sua versão de treinamento OD/82-E-1, foi produzido pela empresa "La Precisa S.p.A." Teano.
Adotada pelo Exército, a produção foi imediatamente interrompida após inúmeros incidentes (alguns fatais) de detonação prematura. A granada foi então modificada pelo "Stabilimento Militare di Munizionamento Terrestre" (S.M.M.T.) de Baiano di Spoleto e foi adotada pelas forças armadas como OD 82/SE; A sigla OD significa Ofensa/Defesa; 82 refere-se a 1982, o ano de produção do primeiro modelo; a abreviatura SE adicionada após as mudanças do Arsenal, deriva de Alta Segurança em italiano Sicurezza Elevata. A produção da OD/82 no arsenal foi interrompida devido à explosão da "riservetta 73" do mesmo SMMT, que ocorreu em 10 de abril de 2005, onde foram armazenadas as OD/82 ainda a serem editadas.
A substituição começou em 2013 da OD/82 pela MF-2000, produzida na fábrica de Munições Militares Terrestres Baiano di Spoleto; seu sistema de ativação é realizado pela SACIL srl de Pratissolo di Scandiano, perto de Reggio Emlia.

## Recursos
A OD 82/SE é uma granada de mão de fragmentação controlada, tipo ofensivo e defensivo exclusivo, com atraso de pirico de tempo. A distância de segurança é de 20 metros e a distância efetiva a 5 metros é de 85%. A carcaça da bomba é cáqui com uma linha amarela. Um modelo de treinamento OD 82-E-1 é azul com linha marrom.